# Гишен (бронепалубен крайцер)
Гишен (на френски: Guichen) e бронепалубен крайцер от 1-ви ранг на Националните военноморски сили на Франция, построен през 1890-те г. на 19 век. Проектиран е като океански „супербързоходен“ изтребител на търговци. Поръчан е от Морския министър на Франция Феликс Фор, привърженик на „младата школа“, заедно с крайцера „Шаторено“ (на френски: Châteaurenault), който, обаче, е със съвършено различна конструкция.

## Проектиране
Създаването на проекта е в резултат на желание да се създаде крайцер, който да е най-добре приспособен за операции на океанските комуникации на противника. Традиционните крайцери от 1890-те години като правило не са с необходимия радиус на действие и не могат дълго време да поддържат максималната си скорост, за разлика от трансатлантическите лайнери и пакетботи. Изискването е да се създаде кораб, който е много бързоходен, с голям запас гориво и надеждна силова установка. При това той следва да не е и много голям, по финансови причини, което предполага намаляване на защитата и въоръжението.
Крайцерът „Гишен“ е уникален за френския флот в това, че неговия главен конструктор предпочита да остане анонимен. Съвременните изследователи предполагат, че това е знаменития корабостроител Емил Бертен, тъй като в компоновката на силовата установка се забелязва неговия характерен почерк.

## Конструкция

### Корпус
Характерна черта на „Гишен“ става спардека, от форщевена до кърмовия срез. Самият форщевен е вертикален – за първи път от много години френски крайцер няма таран. Мореходността на крайцера е не особено добра – на максимална скорост „Гишен“ много силно е заливан от вълните. Комините са разположени на две групи, по два, към краищата на кораба. Първоначално „Гишен“ има три мачти, впоследствие средната е свалена.

### Въоръжение
Главният калибър включва две оръдия калибър 164,7 mm, с дължина на ствола 45 калибра, поместени в краищата на крайцера зад бронирани щитове. Оръдието тежи 7040 kg и стреля с фугасни снаряди с тегло от 50,5 kg и бронебойни, тежащи 52 kg, с начална скорост от 770 m/s.
Вторият калибър на крайцера е от шест 138,6 mm оръдия образец 1893 г. Това е напълно съвременно скорострелно оръдие със ствол с дължина от 45 калибра. Оръдието тежи 4465 kg и стреля със снаряди с тегло от 30 kg, с начална скорост 770 m/s. С приемането на въоръжение на по-тежки снаряди (35 kg), началната скорост намалява до 730 m/s. Спрямо по-ранния модел от 1891 г. оръдието е с усилен ствол и разделно зареждане. Последното е въведено заради оплакванията на артилеристите от прекомерно тежките унитарни снаряди. Скорострелността достига до 5 изстрела в минута. Тези оръдия са монтирани в каземати.
Противоминната артилерия е от традиционния за френските кораби набор от 47 mm и 37 mm скорострелни оръдия произведени от фирмата „Хочкис“ (на френски: Hotchkiss et Cie). 47 mm оръдие е с 40 калибров ствол, тежи 237 kg и стреля с 1,5 kg снаряд с начална скорост от 610 m/s. 37 mm оръдие е със ствол от 35 калибра и тежи 35 килограма, стреля със снаряд от 0,455 kg и с начална скорост 402 m/s.

### Силова установка
Парните машини на крайцера са в центъра на корпуса, обрамчени с краищата на котелните отделения, които събират 36 водотръбни котли система на „Лаграфел Д’Але“, което определя и своеобразния му силует. Достигането на зададената скорост не се осъществява. На изпитанията „Гишен“ достига едва 21 възела. Въпреки това крайцера успява да изпълни задачата за дълги преходи на голяма скорост. Той неведнъж прави преходи от над 1500 мили със скорост от 18,5 възела, а в един от походите обикаля цялото Средиземно море със средна скорост от 16 възела. Но температурата в помещенията, съседни на котелните отделения достига до 55°C. Общият запас въглища достига 1960 тона (по други данни 2032 тона въглища и 200 тона нефт).

## История на службата
„Гишен“ е заложен октомври 1895 в Сен Назер, на стапелите на Ateliers et Chantiers de la Loire. На вода крайцера е спуснат на 15 май 1898 г., а в строй влиза през 1901 г. Взема участие в Първата световна война; през септември 1915 г. активно участва в евакуацията на обкръжените от турските войски арменски въстанници, които организират отбрана на планината Муса Даг в Киликия. През 1917 г. е частично разоръжен и използван като войскови транспорт. Отписан от флота и предаден за скрап през 1921 г.

## Оценка на проекта
Независимо от многото напреднали технически решения, „Гишен“ е считан за явно неудачен кораб и е подложен на рязка критика във френската военноморска преса. Дори е коментирано, че 32 милиона франка (стойността на „Гишен“ и „Шаторено“) са хвърлени на вятъра, а техните екипажи служат без всякаква полза за родината. Опитвайки се да намали щетите, командването на флота привлича крайцера към превозването на войски, макар в тази си роля „Шаторено“ да е по-подходящ, имайки по-просторни помещения. В качеството на войскови транспорт „Гишен“ е използван, главно, по време на Първата световна война. Използването му, според прякото предназначение, е невъзможно, заради твърде слабото му въоръжение.